# Fort IVa w Poznaniu
Fort IVa (Waldersee II, Augustyna Brzeżańskiego) (oryg. Zwischenwerk IVa) – jeden z 18 fortów wchodzących w skład Twierdzy Poznań. Znajduje się na Wilczym Młynie przy ulicy Lechickiej.

## Historia
Zbudowany został w latach 1878–1881, w pierwszym etapie budowy twierdzy fortowej. Fort otrzymał nazwę Waldersee II na cześć Alfreda von Waldersee. W 1931 zmieniono patronów na polskich, Fort IVa otrzymał imię pułkownika Augustyna Brzeżańskiego.
Podczas bitwy o Poznań, w nocy 13/14 lutego 1945 od północy, oddziały 246 pułku piechoty wraz z bateriami haubic 203 mm szturmowały forty IVa, V i Va. Fort IVa poddał się po 2 godzinach, pozostałe dwa – po 10 i 12 godzinach. W czasie walki uszkodzone zostały koszary szyjowe.
W latach 1952–1965 fort został wysadzony i częściowo rozebrany.
W latach 80. XX wieku ocalała część koszar była wykorzystywana na cele magazynowe. Około 1990 roku fort był systematycznie zasypywany śmieciami i ziemią z budowy pobliskiego osiedla, mimo iż wpisany już był do rejestru zabytków. Od 1997 roku fortem opiekują się harcerze z HOKTW oraz członkowie HKMFIE.
Teren fortu wchodzi w skład obszaru Natura 2000 (obszar specjalnej ochrony SOO „Fortyfikacje w Poznaniu”, symbol PLH300005).

## Lokalizacja i konstrukcja

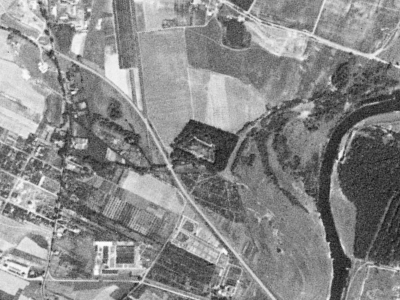
Zdjęcie satelitarne fortu (1965)

Dojazd do fortu drogą forteczną (ul. Hawelańska) i drogą rokadową (ul. Bałtycka / ul. Serbska / ul. Naramowicka). Na wschód od obiektu Warta (dawniej zakole rzeki bliżej fortu), w pobliżu zabudowa przemysłowa i osiedle domków jednorodzinnych, na północy linia kolejowa Zieliniec – Kiekrz.
Fort jest zbliżony układem do zbudowanego w podobnym okresie Fortu IXa, różnicę stanowią dwie kaponiery czołowe, które zostały zamienione stronami.

## Przebudowy
W 1888 roku fort został zmodernizowany i wzmocniony. Rozebrano obie kaponiery czołowe, a w ich miejsce zbudowano nowe, odporniejsze na ostrzał, kaponiery rewersowe. Skomunikowano je z wnętrzem fortu poterną pod fosą wykorzystującą częściowo fragment korytarza prowadzącego do dawnej, wyburzonej kaponiery prawobarkowej. Dojście do lewobarkowej kaponiery rewersowej zapewniał korytarz biegnący wewnątrz muru przeciwskarpowego od prawej kaponiery rewersowej. Brama główna i wyjazdy na majdany, a także wejścia do potern przesłoniono murami antypodmuchowymi z przejściami labiryntowymi, okna koszar fortu zostały zamurowane (co drugie), a ściany i stropy zaopatrzono w poduszki piaskowe i nasyp żwirobetonowy.
Po II wojnie światowej rozebrano poternę lewobarkową, remizy artyleryjskie i mur Carnota.

## Przyroda
W podziemiach fortu co roku obserwowanych jest kilkadziesiąt osobników nietoperzy kilku gatunków między innymi: nocek duży (Myotis myotis), nocek rudy (Myotis daubentonii), nocek Natterera (Myotis nattereri), gacek brunatny (Plecotus auritus). Dzięki zabezpieczeniu obiektu ich liczba systematycznie wzrasta.